# Malinalxochi
Na mitologia asteca. Malinalxochi era o deus regente das cobras, escorpiões e insetos do deserto.